# 穆罕默德·礼萨·阿雷夫
穆罕默德·礼萨·阿雷夫（1951年12月19日—），伊朗政治人物。

## 生平
2001年至2005年在穆罕默德·哈塔米政府中担任伊朗副总统。阿雷夫后出任文化革命最高委员会与伊朗国家利益委员会委员。
他曾参加2013年伊朗总统选举，后在选举前退出。2016年3月，他率领的温和保守派与改革派组成的竞选联盟“希望名单”，在2016年伊朗议会选举中获得伊朗首都德黑兰的议会多数票。